# Pfunds
Pfunds is een gemeente in het district Landeck in de Oostenrijkse deelstaat Tirol.

## Ligging
Pfunds ligt in het Oberes Gericht, het laatste stuk van het Tiroler Inndal, dicht bij de Zwitserse grens. Bij de Kajetansbrücke buigen de straten af naar Spiss en verder naar Samnaun alsook naar Nauders en de Reschenpas. De gemeente bestaat uit de dorpen (Pfunds-)Stuben (op de linkeroever van de Inn op de puinwaaier van de Stubnerbach), Pfunds-Dorf (op de rechteroever van de Inn op de puinwaaier van de Radurschlbach) en de buurtschappen Wandt, Vorderkobel, Hinterkobel, Birkach, Lafairs, Stein en Greit. De dorpsdelen worden met elkaar verbonden door een in 1950 in 19e-eeuwse stijl gebouwde houten brug.

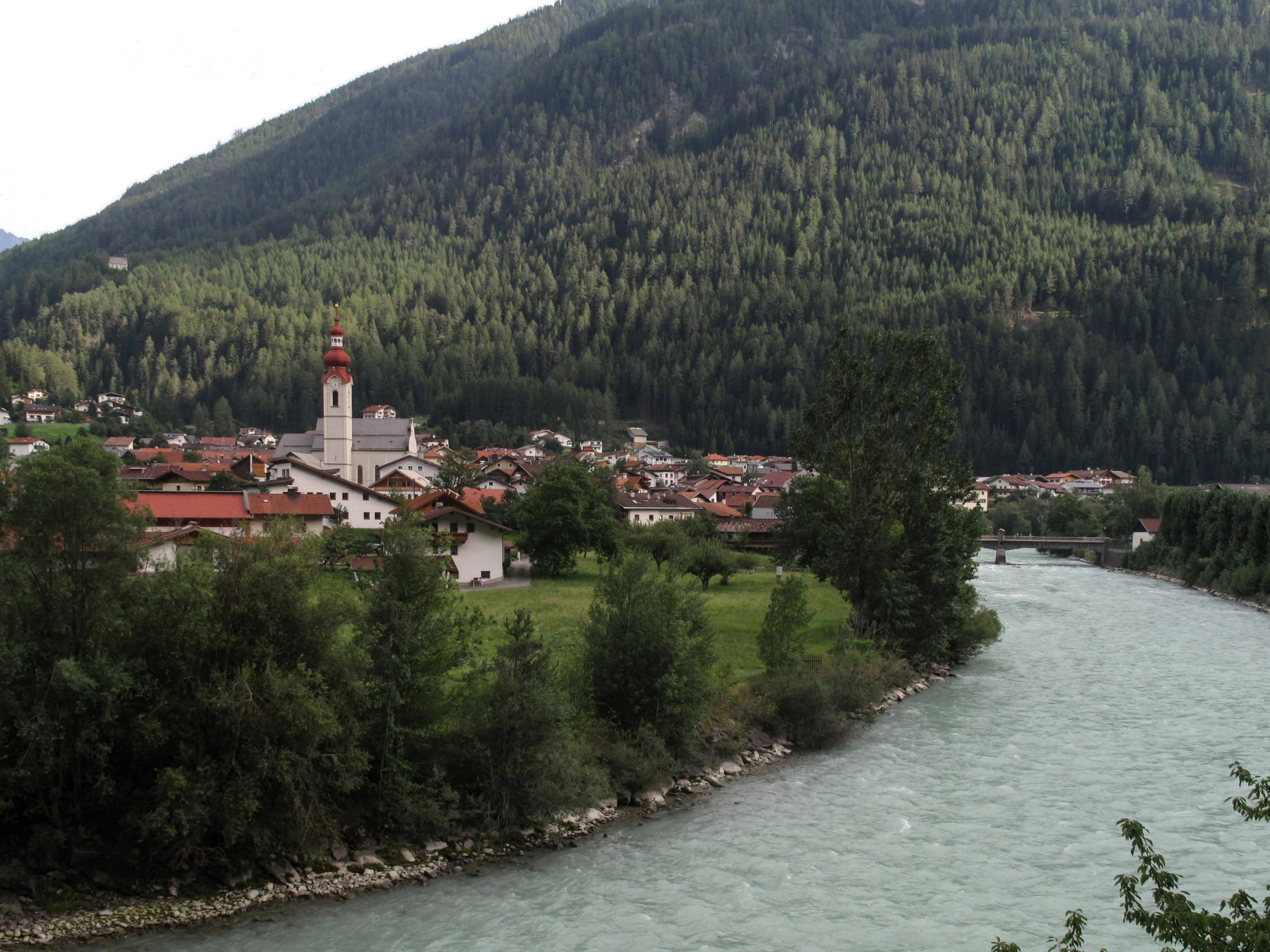
Pfunds, dorpszicht

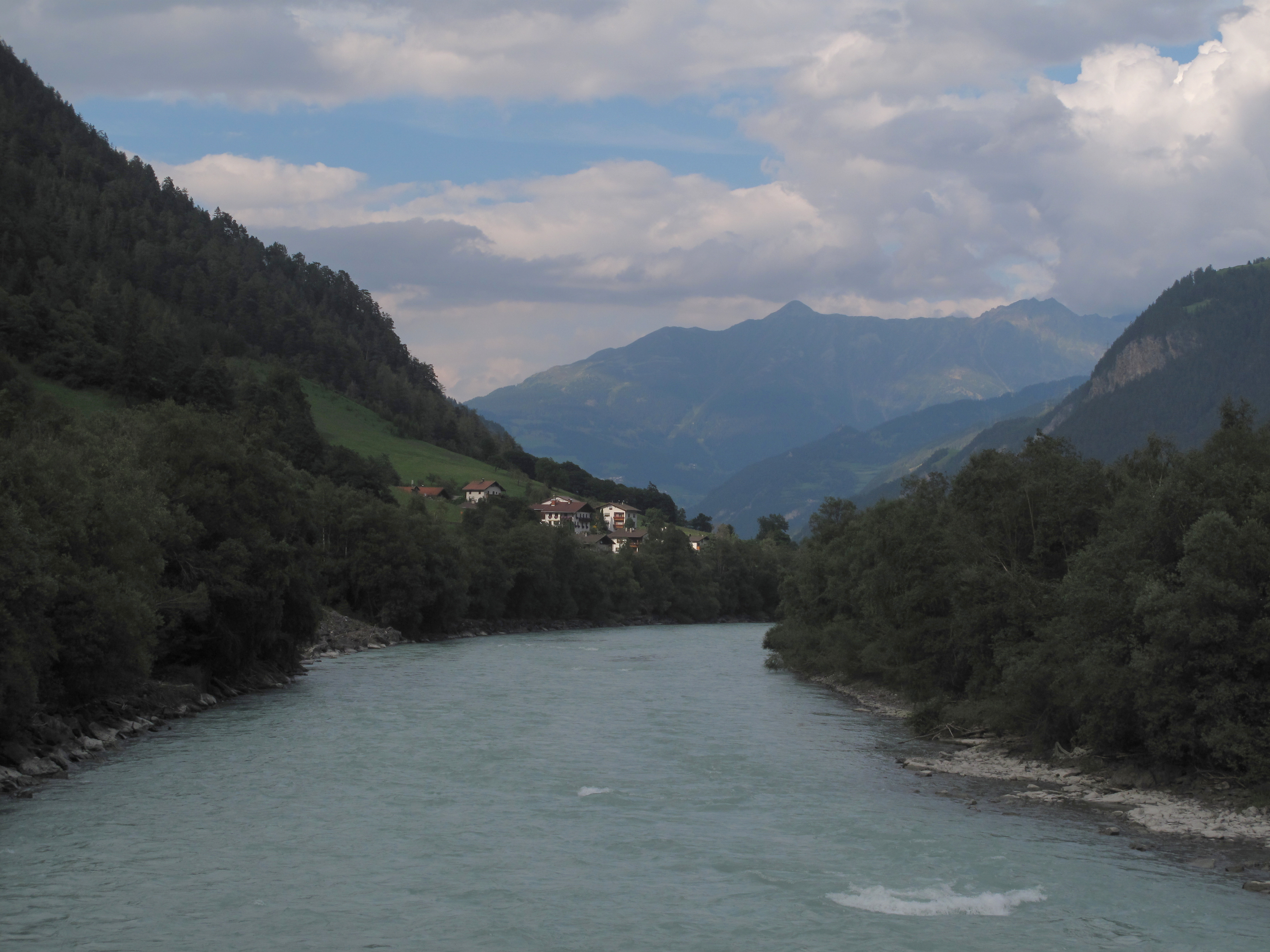
tussen Stein en Pfunds, rivier: der Inn

## Buurgemeenten
- in Tirol (Oostenrijk): Kaunertal, Nauders, See, Serfaus, Spiss, Tösens
- in Graubünden (Zwitserland): Valsot
- in Zuid-Tirol (Italië): Graun im Vinschgau

## Geschiedenis
Pfunds werd het eerst in een oorkonde vermeld in 1282. Zowel in Stuben als in Pfunds-Dorf staan statige huizen met beschilderde gevels in Engadiner stijl. Een belangrijk voorbeeld daarvan vormt het voormalige gerechtsgebouw in Stuben. De huizen representeren de welvaart van het dorp toen het handelsverkeer tussen Augsburg en Venetië nog hierlangs over de Reschenpas en de Fernpas voerde. De Liebfrauenkirche in Stuben werd rond 1470 in laatgotische stijl gebouwd en kreeg in 1680 een altaar in Barokke stijl.
In 2005, toen een groot deel van Tirol met hoogwater te kampen had, trad ook de Stubnerbach buiten zijn oevers en verwoestte een deel van het dorp Stuben.
Faggen · Fendels · Fiss · Fließ · Flirsch · Galtür · Grins · Ischgl · Kappl · Kaunerberg · Kaunertal · Kauns · Ladis · Landeck · Nauders · Pettneu am Arlberg · Pfunds · Pians · Prutz · Ried im Oberinntal · Sankt Anton am Arlberg · Schönwies · See · Serfaus · Spiss · Stanz bei Landeck · Strengen · Tobadill · Tösens  · Zams
- Gemeinsame Normdatei: 4076062-5
- Historical Dictionary of Switzerland#Lexicon_Istoric_Retic: 1141
- Nationale Bibliotheek van Tsjechië: ge997634
- Virtual International Authority File: 248539516
- WorldCat: E39PBJr3xRJQPcH6YV9hJ9Gyh3